# Rhinocypha ustulata
Rhinocypha ustulata – gatunek ważki z rodziny Chlorocyphidae.